# Frédéric VII (roi de Danemark)
Pour les articles homonymes, voir Frédéric, prince de Danemark.
Frédéric VII (en danois : Frederik VII), né le 6 octobre 1808 à Copenhague (royaume de Danemark et de Norvège) et décédé le 15 novembre 1863 à Glücksburg (Schleswig-Holstein), fut roi de Danemark du 20 janvier 1848 jusqu'à sa mort. Il fut le dernier roi de la maison d'Oldenbourg et le dernier roi de Danemark à régner en monarque absolu. Durant son règne, il rédigea une constitution qui donna un parlement et fit du Danemark une monarchie constitutionnelle.
Frédéric VII de Danemark réussit à devenir un des souverains danois de l'époque récente le plus apprécié. Cela est dû probablement à sa renonciation à l'absolutisme, mais il fut apprécié également pour sa personnalité, en dépit de nombreuses faiblesses confirmées par ses contemporains : la mythomanie, l'alcoolisme, un comportement excentrique, etc.

## Famille
Il est le fils de Christian VIII et de sa première femme, la princesse Charlotte-Frédérique de Mecklembourg-Schwerin.

### Mariage et descendance
Le 1er novembre 1828, le futur Frédéric VII épousa la fille du roi Frédéric VI, sa cousine au second degré, Wilhelmine-Marie de Danemark (1808-1891).
Divorcé en 1837, il épousa le 10 juin 1841 Caroline de Mecklembourg-Strelitz (1821-1876), fille du grand-duc Georges de Mecklembourg-Strelitz. Ils divorcèrent en 1846.
Enfin, le 7 août 1850, Frédéric VII contracte un mariage morganatique avec la comédienne Louise Rasmussen (1814-1874).
Il n'eut aucun enfant de ces trois mariages.

## Biographie

### Enfance

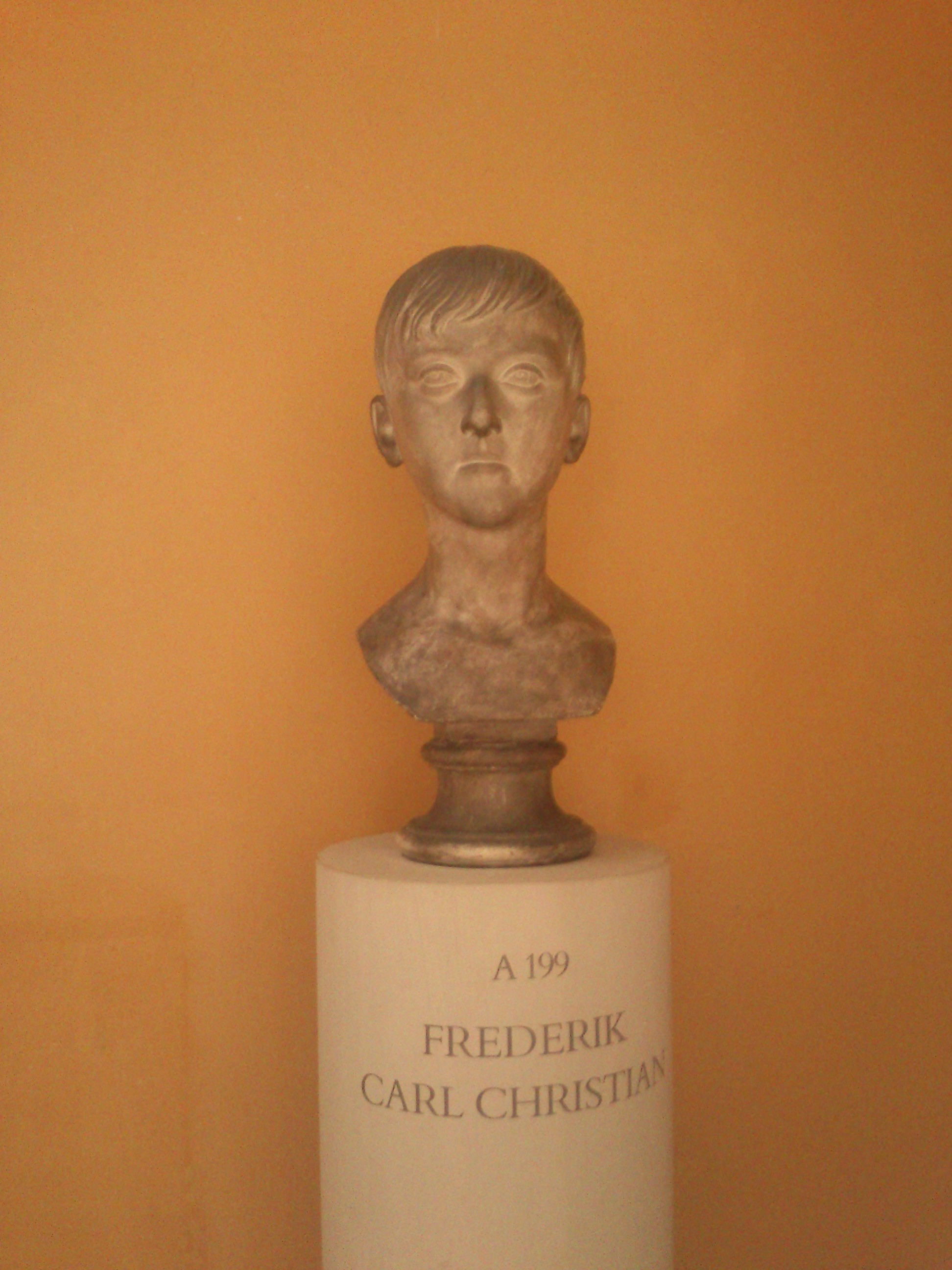
Le prince Frédéric enfant. Buste par Bertel Thorvaldsen.

Le futur Frédéric VII, dernier roi de la dynastie des Oldenbourg, naquit à 11 heures du matin le 6 octobre 1808 au palais d'Amalienborg, résidence principale de la famille royale de Danemark dans le quartier de Frederiksstaden au centre de Copenhague. Il est le deuxième mais seul enfant survivant du prince Christian-Frédéric de Danemark, futur roi Christian VIII, et de sa première femme, la princesse Charlotte-Frédérique de Mecklembourg-Schwerin. Le prince nouveau-né fut baptisé le 17 octobre 1808 par l'aumônier du roi, Nicolai Edinger Balle, évêque de Seeland. Le prince Frédéric, de son nom de baptême Frederik Carl Christian, fut surnommé « Fritz » par sa famille tout au long de sa vie.
Il fut un enfant assez négligé après le divorce de ses parents en 1810. Sa jeunesse fut marquée par des scandales qui perdurèrent au cours des années à venir.

### Règne
Quand Frédéric VII succéda à son père sur le trône danois en janvier 1848, il fut tout de suite confronté à une demande de constitution. Le Schleswig-Holstein désirait un État indépendant alors que les Danois souhaitaient maintenir le Sud du Jutland danois comme une région. Frédéric VII de Danemark céda bientôt aux exigences danoises, et en mars 1849, il accepta la fin de l'absolutisme qui déboucha le 1er juin 1849 sur la promulgation d'une constitution démocratique, qui permit d'abolir le principe d'absolutisme du pouvoir royal. L'année même de son accession au trône, éclata l'affaire des duchés (Première Guerre de Schleswig, 1848 – 1851), qui l'opposa tout au long de son règne à la Prusse et à l'Autriche : Frédéric revendique le rattachement au royaume danois du Schleswig, du Holstein et du Lauenbourg, sur lesquels il règne déjà à titre personnel en tant que duc. Au cours de cette guerre Frédéric VII de Danemark apparu comme un « meneur national » et fut presque considéré comme un héros de guerre, bien qu'il n'ait jamais pris part aux combats.
Au cours de son règne, Frédéric VII de Danemark se comporta en monarque constitutionnel. Toutefois, il ne renonça pas à s'ingérer dans la politique. En 1854, il contribua à la chute du parti conservateur danois (le cabinet Ørsted), il accepta un gouvernement libéral nommé à l'initiative de son épouse, Madame Rasmussen.
Au cours de la crise des duchés (1862-1863), peu de temps avant sa mort, il parla ouvertement d'une coopération militaire scandinave. Ces crises mineures maintinrent certaines frictions et une insécurité permanente, mais elle ne nuisit pas à sa popularité.
Le règne de Frédéric VII de Danemark fut l'âge d'or du parti national libéral qui détenait le pouvoir depuis 1854. Cette période fut marquée par certaines réformes politiques et économiques, comme le début de la démolition des remparts de Copenhague et de l'introduction en 1857 du libre échange.
Les constantes querelles avec l'opposition concernant la question du Schleswig et du Holstein qui refusèrent la réunification avec le Danemark (Sud du Jutland) conduisit à des modifications de la constitution afin de s'adapter à la situation politique qui créa un sentiment de frustration chez les Danois. Le parti national libéral favorable à une plus grande résistance contre la Prusse et l'Empire autrichien conduisit à la Deuxième Guerre de Schleswig en 1864. Frédéric VII de Danemark appuya sans réserve cette conduite juste avant sa mort subite. Il était prêt à signer une nouvelle constitution spéciale pour le Danemark et le Schleswig (dite Constitution de novembre).

### Crise de succession
Frédéric VII de Danemark fut marié à trois reprises, mais n'eut pas de descendance. Le fait qu'il eut atteint l'âge mûr sans héritier fit que le prince Christian de Glücksbourg (1818-1906), descendant d'un cousin du roi Frédéric VI de Danemark, fut choisi pour lui succéder en 1852. À la mort de Frédéric VII de Danemark en 1863, Christian de Glücksbourg devint roi du Danemark sous le nom de Christian IX de Danemark.
En raison de la loi salique, la succession de Frédéric VII de Danemark fut une difficile question à régler, elle ne se fit pas sans heurts, elle provoqua une guerre. Le nationalisme germanophone du Schleswig-Holstein se satisfaisait de cette solution qui maintenait les duchés unis au Danemark.
La loi salique était en vigueur dans la maison de Schleswig-Schauenbourg, pour cette raison Frédéric d'Augustenbourg se proclama après la mort de Frédéric VII de Danemark, duc de Schleswig-Holstein. Ce Frédéric d'Augustenbourg devint le symbole de l'indépendance par un mouvement nationaliste allemand au Schleswig et en Holstein. Lors du protocole de Londres le 8 mai 1852, concluant la Première Guerre des duchés, son père avait renoncé moyennant de l'argent à ses revendications comme premier prince dans la ligne de succession des deux duchés (Schleswig et Holstein). Pour cette raison Frédéric d'Augustenbourg se vit refuser la succession pour les duchés de Schleswig et d'Holstein.
Le Danemark fut également régi par la loi salique, mais seulement les descendants de Frédéric III de Danemark (qui fut le premier monarque héréditaire du Danemark, avant lui, le Danemark fut un royaume électif). La descendance de Frédéric III de Danemark s'éteignit au décès de Frédéric VII de Danemark, le droit de succession promulgué par Frédéric III de Danemark fournit une succession (semi-salique). Il y avait, cependant, plusieurs autres façons d'interpréter la succession, qui ne fut pas clairement exposée, concernant l'héritage du plus proche parent et une loi distincte pour confirmer le nouveau successeur.

### Décès et inhumation

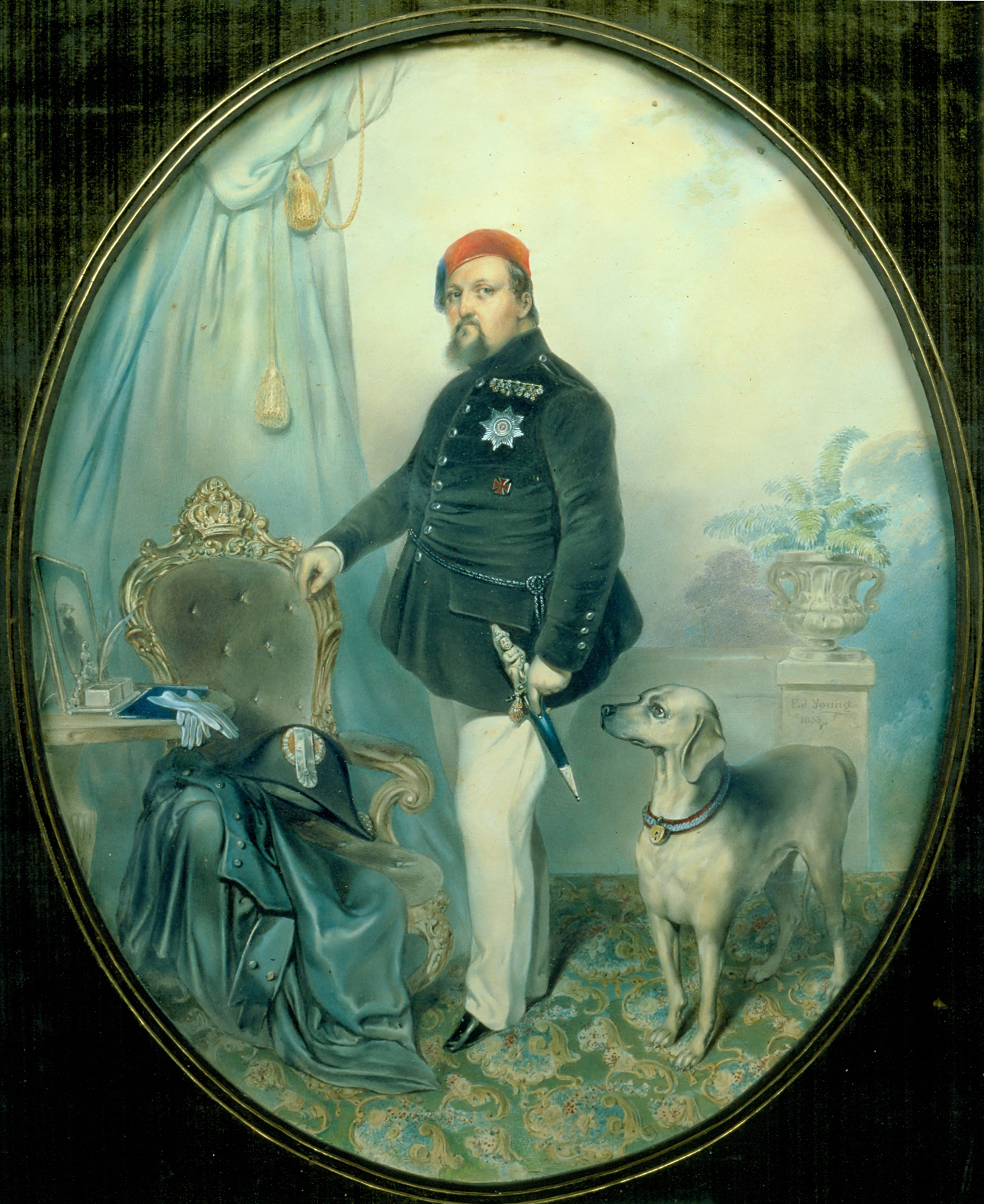
Frédéric VII par Edward Young (1853).

Frédéric VII de Danemark décéda le 15 novembre 1863, il fut inhumé en la cathédrale de Roskilde.

## Généalogie
Frédéric VII de Danemark fut le dernier représentant de la première branche de la maison d'Oldenbourg. En 1863 ce fut l'avènement de la maison de Schleswig-Holstein-Glücksbourg sur le trône du Danemark, Christian IX de Danemark fut le premier représentant de cette maison sur le trône danois.